# Affair in Havana
Affair in Havana es una película estadounidense y cubana de 1957 dirigida por László Benedek y protagonizada por John Cassavetes, Raymond Burr y Sara Shane.
- Datos: Q1159979